# Check on It
Check on It ist ein Lied der US-amerikanischen R&B-Sängerin Beyoncé und des Rappers Slim Thug. Neben den Interpreten waren Kasseem „Swizz Beatz“ Dean, Sean Garrett und Angela Beyincé an der Entstehung des Titels beteiligt. Das Lied wurde für den Film The Pink Panther aus dem Jahr 2006 produziert, in dem Knowles die Hauptrolle spielt.

## Veröffentlichung
Das Lied ist nicht auf dem Soundtrack zum Film, aber auf Destiny’s Childs Greatest-Hits-Album #1’s und auf Beyoncés zweitem Album B’Day enthalten.

## Musikvideo
Knowles nahm ein Musikvideo auf, um den zugehörigen Film The Pink Panther zu promoten. Regie führte Hype Williams, die Premiere war am 16. Dezember 2005. Check on It gewann am 31. August 2006 den MTV Video Music Award für die Kategorie „Best R&B Video“. Das Video bezieht sich mit einem pinkfarbenen Hintergrund auf den Filmtitel Pink Panther. Knowles trägt außerdem in dem Musikvideo eine pinkfarbene Jacke und eine ebensolche Jogginghose. Beyoncé tanzt im ganzen Musikvideo und zeigt unter anderem ihre Lap Dances. Das Video ist auf der DVD zum Film enthalten.

## Kommerzieller Erfolg

### Chartplatzierungen
Check on It debütierte am 19. November 2005 in den Billboard Hot 100 auf Platz 72 und erreichte nach zwölf Wochen am 4. Februar 2006 Platz eins. Der Song wurde Beyoncés dritter Nummer-eins-Hit als Solokünstlerin und Slim Thugs erster. Das Lied konnte sich fünf Wochen auf Platz eins halten, damit wurde Beyoncé Knowles die erste Künstlerin seit Jennifer Lopez, die mit ihren ersten drei Liedern länger als fünf Wochen auf Platz 1 in den USA stand. Zusammen mit Daniel Powters Nummer-eins-Hit Bad Day war, Beyoncés Lied der längste Nummer-eins-Hit des Jahres 2006 in den USA. Es wurde von der RIAA mit Platin für über 800.000 Downloads ausgezeichnet. Laut Mediabase und Nielsen Broadcast Data Systems wurde Check on It innerhalb eines Jahres über 200 Millionen Mal in den USA im Radio gespielt. Beyoncé Knowles’ andere Single Irreplaceable wurde noch öfter im Radio gespielt, dadurch wurde Knowles die zweite Künstlerin in den USA überhaupt, welcher dies gelang, nachdem Mariah Carey das mit ihren zwei Liedern We Belong Together und Shake It Off im Jahr 2005 schaffte. Check on It wurde Beyoncés fünfter Top-Twenty-Hit in Kanada. Zudem erreichte das Lied die Top Five in Norwegen und den Niederlanden, die Top Ten in der Schweiz, Österreich und Brasilien und die Top Twenty in Deutschland und Schweden. In Großbritannien erreichte der Song Platz drei in den britischen Charts mit über 122.500 verkauften Einheiten.
| ChartsChartplatzierungen       | Höchstplatzierung | Wochen |
| ------------------------------ | ----------------- | ------ |
| Deutschland (GfK)              | 11 (16 Wo.)       | 16     |
| Österreich (Ö3)                | 10 (19 Wo.)       | 19     |
| Schweiz (IFPI)                 | 7 (26 Wo.)        | 26     |
| Vereinigte Staaten (Billboard) | 1 (28 Wo.)        | 28     |
| Vereinigtes Königreich (OCC)   | 3 (16 Wo.)        | 16     |

| ChartsJahrescharts (2006)      | Platzierung |
| ------------------------------ | ----------- |
| Deutschland (GfK)              | 63          |
| Österreich (Ö3)                | 52          |
| Schweiz (IFPI)                 | 45          |
| Vereinigte Staaten (Billboard) | 10          |
| Vereinigtes Königreich (OCC)   | 53          |

| ChartsJahrescharts (2000–2009) | Platzierung |
| ------------------------------ | ----------- |
| Vereinigte Staaten (Billboard) | 88          |

### Auszeichnungen für Musikverkäufe
| Land/Region                  | Auszeichnungen für Musikverkäufe (Land/Region, Auszeichnung, Verkäufe) | Verkäufe  |
| ---------------------------- | ---------------------------------------------------------------------- | --------- |
| Kanada (MC)                  | Platin (Single) · + 2× Platin (Ringtone)                               | 160.000   |
| Neuseeland (RMNZ)            | Platin                                                                 | 30.000    |
| Vereinigte Staaten (RIAA)    | 2× Platin · + Platin (Mastertone)                                      | 3.000.000 |
| Vereinigtes Königreich (BPI) | Silber                                                                 | 200.000   |
| Insgesamt                    | 1× Silber · 7× Platin ·                                                | 3.390.000 |

Hauptartikel: Beyoncé/Auszeichnungen für Musikverkäufe